# 一立镇
一立镇，是中华人民共和国四川省南充市嘉陵区下辖的一个乡镇级行政单位。2019年10月，撤销大观乡，将其所属行政区域划归一立镇管辖。

## 行政区划
一立镇下辖以下地区：
跳蹬村、曾家店村、安静观村、龙会观村、灵龟寺村、天游观村、西城沟村、王家坝村、围塘坝村、中太霄村、下太霄村、三溪口村、老牛山村、大嘴山村、蒲家嘴村和塘湾村，大观坝村、酸枣垭村、蒋氏祠村、灵水堰村、蒲马院村、何家沟村、牛郎坝村、弋家堰村、彭寺镇村和旧舍沟村。